# Томас Камінскі
Томас Камінскі (фр. Thomas Kaminski; нар. 23 жовтня 1992, Дендермонде) — бельгійський футболіст, воротар англійського клубу «Лутон Таун» та національної збірної Бельгії.

## Клубна кар'єра
Народився 23 жовтня 1992 року в місті Дендермонде в родині бельгійки та поляка. Вихованець ряду юнацьких команд футбольних клубів, останнім з яких був «Гент».
Втім у дорослому футболі дебютував виступами за команду клубу «Жерміналь-Беєрсхот», в якій провів три сезони, взявши участь у 31 матчі чемпіонату. Він став основним голкіпером команди в сезоні 2010/11, в результаті чого перспективного воротаря помітив гранд бельгійського футболу «Андерлехт» і у серпні 2011 році Камінскі підписав однорічний контракт з «Ауд-Геверле», по завершенні якого мав стати гравцем «Андерлехта».
У «Ауд-Геверле» Камінскі був основним воротарем, зігравши у 26 іграх, а після переходу в «Андерлехт» дебютував за багаторазового чемпіона Бельгії 25 серпня 2012 року в матчі проти свого колишнього клубу «Ауд-Геверле». Втім витіснити із основи досвідченого Сільвіо Прото Томас так і не зумів, хоча і став з командою дворазовим чемпіоном Бельгії, а в матчі на Суперкубок Бельгії 2014 року саме Камінскі допоміг команді здобути трофей, замінюючи у воротах травмованого Прото. По цій же причині Камінскі зміг дебютувати і у Лізі чемпіонів, де провів три матчі, в тому числі два проти «Парі Сен-Жермена» (1:1, 0:5), в яких пропустив 5 голів від Златана Ібрагімовича.
На сезон 2014/15 був відданий в оренду кіпрському «Анортосісу», а сезон 2015/16 провів в «Копенгагені», але у данському клубі був лише запасним воротарем, зігравши лише у 8 матчах в усіх турнірах, втім здобув «золотий дубль».
Згодом з 2016 по кінець 2018 року грав за «Кортрейк», а 7 січня 20019 року підписав контракт з «Гентом» на 2,5 роки з можливістю на 2 додаткові сезони. У новій команді відразу став основним воротарем. Провівши в ній півтора сезони, був запрошений до лав «Блекберн Роверз», представника англійського другого дивізіону, з яким уклав дворічну угоду.

## Виступи за збірні
2007 року дебютував у складі юнацької збірної Бельгії (U-15), загалом на юнацькому рівні взяв участь у 28 іграх, пропустивши 4 голи.
Протягом 2011—2013 років залучався до складу молодіжної збірної Бельгії. На молодіжному рівні зіграв у 4 офіційних матчах, пропустив 4 голи.

## Статистика виступів

### Статистика клубних виступів
Станом на 1 серпня 2020 року
| Сезон                          | Команда                        | Чемпіонат                      | Чемпіонат | Чемпіонат | Національний кубок | Національний кубок | Національний кубок | Континентальні кубки | Континентальні кубки | Континентальні кубки | Інші змагання | Інші змагання | Інші змагання | Усього | Усього | Усього |
| Сезон                          | Команда                        | Ліга                           | Ігор      | Голів     | Ліга               | Ігор               | Голів              | Ліга                 | Ігор                 | Голів                | Ліга          | Ігор          | Голів         | Ігор   | Голів  |        |
| ------------------------------ | ------------------------------ | ------------------------------ | --------- | --------- | ------------------ | ------------------ | ------------------ | -------------------- | -------------------- | -------------------- | ------------- | ------------- | ------------- | ------ | ------ | ------ |
| 2008–09                        | «Жерміналь-Беєрсхот»           | ПЛ                             | 2         | -1        | КБ                 | -                  | -                  | -                    | -                    | -                    | -             | -             | -             | 2      | -1     |        |
| 2009–10                        | «Жерміналь-Беєрсхот»           | ПЛ                             | 0+4       | -0 + -8   | КБ                 | 0                  | -0                 | -                    | -                    | -                    | -             | -             | -             | 4      | -8     |        |
| 2010–11                        | «Жерміналь-Беєрсхот»           | ПЛ                             | 27+4      | -34 + -2  | КБ                 | 4                  | -4                 | -                    | -                    | -                    | -             | -             | -             | 35     | -40    |        |
| 2011–12                        | «Жерміналь-Беєрсхот»           | ПЛ                             | 2         | -3        | КБ                 | 0                  | -0                 | -                    | -                    | -                    | -             | -             | -             | 2      | -3     |        |
| Усього за «Жерміналь-Беєрсхот» | Усього за «Жерміналь-Беєрсхот» | Усього за «Жерміналь-Беєрсхот» | 39        | -48       |                    | 4                  | -4                 |                      | -                    | -                    |               | -             | -             | 43     | -52    |        |
| 2011–12                        | «Ауд-Геверле»                  | ПЛ                             | 21+4      | -47 + -11 | КБ                 | 1                  | -2                 | -                    | -                    | -                    | -             | -             | -             | 26     | -60    |        |
| 2012–13                        | «Андерлехт»                    | ПЛ                             | 1         | -1        | КБ                 | 2                  | -0                 | ЛЧ                   | 0                    | -0                   | СБ            | 0             | -0            | 3      | -1     |        |
| 2013–14                        | «Андерлехт»                    | ПЛ                             | 10+1      | -5 + -1   | КБ                 | 2                  | -2                 | ЛЧ                   | 3                    | -9                   | СБ            | 0             | -0            | 16     | -17    |        |
| 2014–15                        | «Андерлехт»                    | ПЛ                             | 2         | -1        | КБ                 | 0                  | -0                 | ЛЧ                   | -                    | -                    | СБ            | 1             | -1            | 3      | -2     |        |
| Усього за «Андерлехт»          | Усього за «Андерлехт»          | Усього за «Андерлехт»          | 14        | -8        |                    | 4                  | -2                 |                      | 3                    | -9                   |               | 1             | -1            | 22     | –      |        |
| 2014–15                        | «Анортосіс»                    | ЧК                             | 16+10     | -15 + -14 | КК                 | 2                  | -2                 | -                    | -                    | -                    | -             | -             | -             | 28     | -31    |        |
| 2015–16                        | «Копенгаген»                   | СЛ                             | 2         | -5        | CD                 | 6                  | -4                 | ЛЄ                   | -                    | -                    | -             | -             | -             | 8      | -9     |        |
| 2016–17                        | «Кортрейк»                     | ПЛ                             | 22+10     | -43 + -22 | КБ                 | 0                  | -0                 | -                    | -                    | -                    | -             | -             | -             | 32     | -65    |        |
| 2017–18                        | «Кортрейк»                     | Л1                             | 30+4      | -39 + -6  | КБ                 | 4                  | -6                 | -                    | -                    | -                    | -             | -             | -             | 38     | -51    |        |
| 2018-січ. 2019                 | «Кортрейк»                     | Л1                             | 18        | -25       | КБ                 | 1                  | 0                  | -                    | -                    | -                    | -             | -             | -             | 27     | -41    |        |
| Усього за «Кортрейк»           | Усього за «Кортрейк»           | Усього за «Кортрейк»           | 84        | -135      |                    | 5                  | -6                 |                      | -                    | -                    |               | -             | -             | 89     | -141   |        |
| січ.-черв. 2019                | «Гент»                         | Л1                             | 9+10      | -9 + -15  | КБ                 | 3                  | -6                 | ЛЄ                   | -                    | -                    | -             | -             | -             | 22     | -30    |        |
| 2019–20                        | «Гент»                         | Л1                             | 29        | -34       | КБ                 | 1                  | -1                 | ЛЄ                   | 14                   | -17                  | -             | -             | -             | 44     | -52    |        |
| серп. 2020                     | «Гент»                         | Л1                             | 1         | -2        | КБ                 | -                  | -                  | ЛЧ                   | -                    | -                    | -             | -             | -             | 1      | -2     |        |
| Усього за «Гент»               | Усього за «Гент»               | Усього за «Гент»               | 49        | -60       |                    | 4                  | -7                 |                      | 14                   | -17                  |               | -             | -             | 67     | -84    |        |
| серп. 2020–21                  | «Блекберн Роверз»              | ЧФЛ                            | 0         | 0         | КА+КЛ              | 0+0                | 0                  | -                    | -                    | -                    | -             | -             | -             | 0      | 0      |        |
| Усього за кар'єру              | Усього за кар'єру              | Усього за кар'єру              | 243       | -345      |                    | 26                 | -27                |                      | 17                   | -26                  |               | 1             | -1            | 287    | -399   |        |

## Титули і досягнення
- Чемпіон Бельгії (2):

«Андерлехт»: 2012–13, 2013–14
- Володар Суперкубка Бельгії (3):

«Андерлехт»: 2012, 2013, 2014
- Чемпіон Данії (1):

«Копенгаген»: 2015–16
- Володар Кубка Данії (1):

«Копенгаген»: 2015–16